# جوردن ديفيس (لاعب كرة سلة)
جوردن ديفيس (مواليد 5 يونيو 1997) هو لاعب كرة سلة أمريكي - أذربيجاني يلعب في مركز لاعب هجوم خلفي ومدافع مسدد الهدف في نادي سي بي مورسيا.

## روابط خارجية
- جوردن ديفيس (لاعب كرة سلة) على موقع الدوري الإسباني لكرة السلة (الإسبانية)
- جوردن ديفيس (لاعب كرة سلة) على موقع كرة السلة الأوروبية.كوم (الإنجليزية)
- جوردن ديفيس (لاعب كرة سلة) على موقع كلية كرة السلة في سبورتس رفرنس.كوم (الإنجليزية)
- جوردن ديفيس (لاعب كرة سلة) على موقع ريلجم (الإنجليزية)
- جوردن ديفيس (لاعب كرة سلة) على موقع بروبوليرز (الإنجليزية)
- جوردن ديفيس (لاعب كرة سلة) على موقع سبورتس رفرنس (الإنجليزية)